# كريس والاس (لاعب كرة قدم أمريكية)
كريس والاس (بالإنجليزية: Chris Wallace)‏ هو لاعب كرة قدم أمريكية أمريكي، ولد في 4 نوفمبر 1975 في سبرينغفيلد في الولايات المتحدة.